# Geórgios Merkoúris
Georgios Merkouris, en grec moderne : Γεώργιος Μερκούρης (1886-1943), est un homme politique grec membre du Parlement et ministre. Il crée le Parti national-socialiste grec, un parti nazi fondé en Grèce en 1932, et l'un des nombreux partis d'extrême droite existant en Grèce à l'époque.
Pendant l'occupation de la Grèce, Georgios Merkouris est nommé par les nazis gouverneur de la Banque nationale de Grèce.

## Biographie
Georgios Merkouris naît à Athènes dans une famille politique importante, fils de Spyrídon Merkoúris, longtemps maire d'Athènes, et frère de Stamatis Merkouris (en), qui finira par devenir un homme politique de gauche. Il étudie le droit et les sciences politiques à l'université d'Athènes, ainsi qu'à Paris. Pour son premier engagement politique, il est élu député en 1915 et reste en fonction jusqu'en 1929.
Durant l'été 1917, il est exilé par les Français et les vénizélistes en Corse, d'où il revient après la fin de la Première Guerre mondiale et la victoire électorale des anti-vénizélistes. Il est ministre de l'alimentation et du ravitaillement dans le cabinet de Pétros Protopapadákis de mai à août 1922. Il devient ensuite ministre de l'économie nationale dans le cabinet d'Aléxandros Zaïmis de décembre 1926 à août 1927. Il est également délégué de la Grèce auprès de la Société des Nations, en 1927.
Georgios Merkouris est réélu au parlement, en septembre 1932, et nommé vice-président du Parti populaire qu'il quitte en novembre après un désaccord avec son dirigeant Panagís Tsaldáris. En décembre, il fonde le Parti national-socialiste grec. Merkouris représente le parti  au Congrès international fasciste de Montreux, les 16 et 17 décembre 1934. Il fait partie des adhérents les plus germanophiles du mouvement autoritaire, corporatiste et anticommuniste, largement orienté vers le fascisme italien. Il sert d'intermédiaire entre la Grèce et l'Allemagne nazie. Le Premier ministre Ioánnis Rállis (pendant l'occupation de l'Axe) le nomme gouverneur de la Banque nationale de Grèce, en janvier 1943. 
Georgios Merkouris meurt d'une crise cardiaque à Athènes en décembre 1943, à l'âge de 57 ans.
La femme politique grecque Melina Mercouri (1920 - 1994) était sa nièce. 